# Paul Ryan
Paul Davis Ryan Jr. (ur. 29 stycznia 1970 w Janesville w Wisconsin) – amerykański polityk, członek Partii Republikańskiej, Spiker Izby Reprezentantów Stanów Zjednoczonych w latach 2015–2019, Kandydat Partii Republikańskiej na wiceprezydenta Stanów Zjednoczonych w wyborach prezydenckich w 2012.
Od 1999 do 2019 był przedstawicielem pierwszego okręgu wyborczego w stanie Wisconsin w Izbie Reprezentantów Stanów Zjednoczonych. 

## Młodość i edukacja
Paul Ryan urodził się w rodzinie osiadłej w Wisconsin od kilku pokoleń. Jego ojciec, Paul Ryan Sr. był prawnikiem, zaś matka Betty zajmowała się wychowaniem dzieci (sam Paul jest najmłodszym z czwórki rodzeństwa). Ojciec Ryana zmarł na atak serca gdy ten miał 16 lat.
Ryan ukończył Joseph A. Craig High School w swoim rodzinnym Janesville. Następnie na Miami University w miejscowości Oxford w stanie Ohio zdobył podwójny dyplom z ekonomii i nauk politycznych (1992). Należał również do stowarzyszenia Delta Tau Delta, z którego wywodzi się wielu wpływowych amerykańskich polityków.

## Początki kariery
Po ukończeniu studiów Ryan na krótko zajął się biznesem, by wkrótce wejść do polityki. Od 1995 roku pracował jako asystent senatora Boba Kastena. Następnie w tym samym charakterze pracował u senatora Sama Brownbacka i członka Izby Reprezentantów Jacka Kampa.

## Izba Reprezentantów

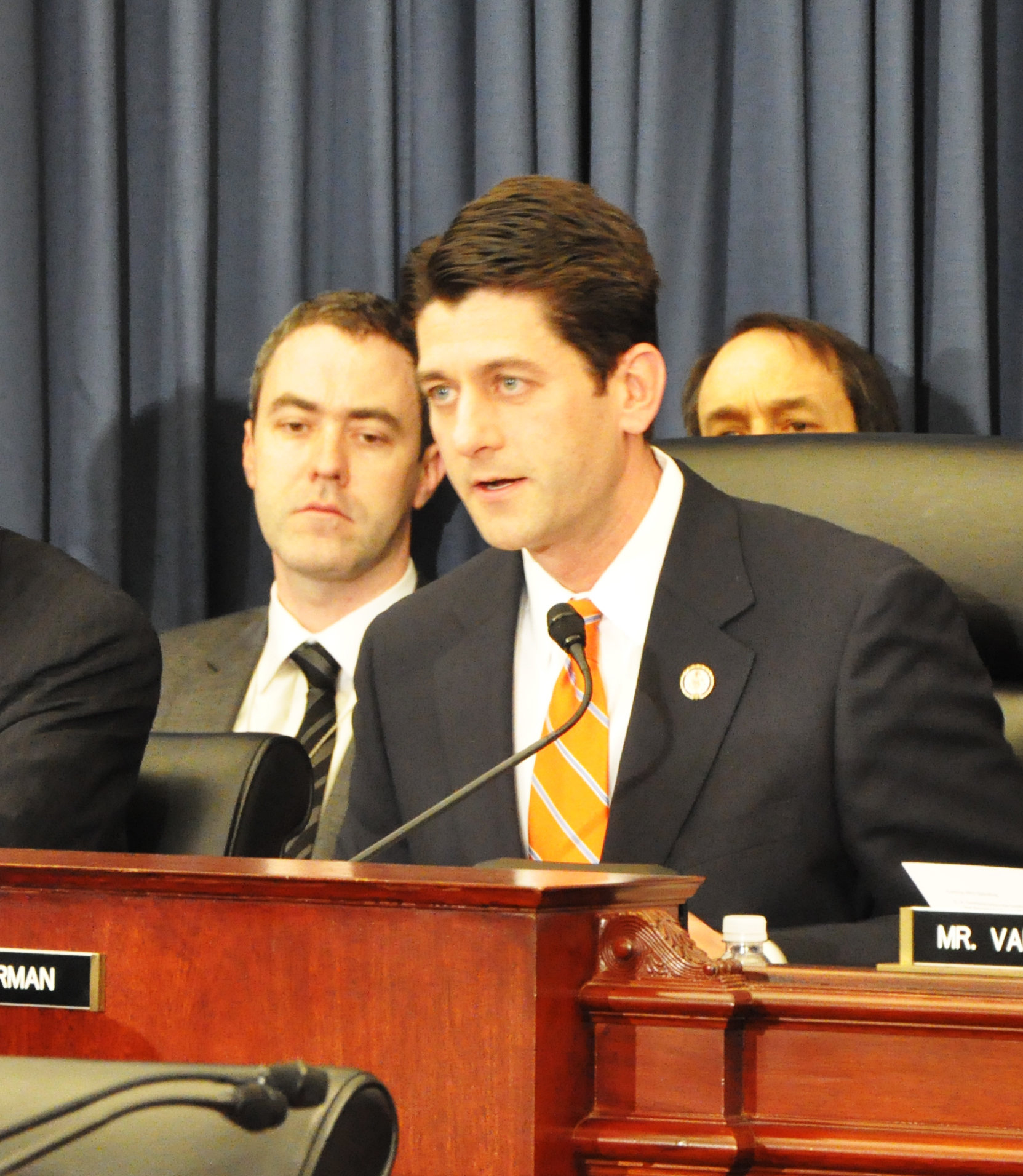
Ryan jako przewodniczący Komisji Budżetowej

### Wybór
Kiedy Mark Neumann, dotychczasowy członek Izby Reprezentantów z 1. okręgu w Wisconsin zrezygnował z kandydowania w wyborach w 1998 roku, Ryan zdecydował się wystartować w prawyborach Partii Republikańskiej. Po uzyskaniu nominacji republikańskiej stanął do walki o mandat z demokratką Lydią Spottswood. Wybory zwyciężył znacząco, stosunkiem 57,1% do 42,7% i od tego czasu nieprzerwanie jest reprezentantem swojego okręgu.
W ostatnich wyborach (2010) pokonał demokratycznego oponenta Johna Heckenlively’ego i libertarianina Josepha Kexela, zdobywając 68,2% głosów.

### Komisja Budżetowa
Po wyborach w 2010 roku, kiedy to republikanie odzyskali kontrolę nad Izbą Reprezentantów, Ryan objął stanowisko przewodniczącego Komisji Budżetowej 112. Kongresu. Jest on zdecydowanym zwolennikiem utrzymania dyscypliny budżetowej i równie zagorzałym przeciwnikiem zwiększania wydatków na programy socjalne. Otwarcie skrytykował plan budżetowy przygotowany przez administrację prezydenta Baracka Obamy.
W 2018 roku nie ubiegał się o reelekcję.

### Poglądy
Paul Ryan uważany jest za konserwatywnego republikanina o poglądach wolnorynkowych. Sprzeciwia się między innymi aborcji i badaniom nad zarodkami ludzkimi. Niemal we wszystkich głosowaniach głosuje wraz z linią swojej partii (współczynnik ten wynosił w ostatnich kadencjach od 90% do 95%). W rankingu największej amerykańskiej organizacji pro-life NRLC otrzymał notę 100%, zaś organizacja Christian Coalition, która promuje tradycyjne wartości rodzinne, przyznała mu notę 91%.

## Kampania roku 2012
Podczas spotkania z wyborcami 11 sierpnia 2012 r. kandydat republikanów na prezydenta Mitt Romney ogłosił, że jego partnerem w walce z urzędującym prezydentem Barackiem Obamą będzie Paul Ryan. Tym samym, polityk z Wisconsin został kandydatem na wiceprezydenta z ramienia Partii Republikańskiej.
Z sondaży przeprowadzonych po ogłoszeniu decyzji Romneya wynika, że Ryan cieszy się poparciem około 50% Amerykanów.

## Życie osobiste
Od 2000 roku jest żonaty z Janną Little, z którą mają trójkę dzieci.
Jest katolikiem.

## Odznaczenia
- Medal Departamentu Obrony za Wybitną Służbę Publiczną (2018)[12]